# Branešci Gornji
Branešci Gornji är ett samhälle i Bosnien och Hercegovina.   Det ligger i entiteten Republika Srpska, i den centrala delen av landet, 120 km nordväst om huvudstaden Sarajevo. Branešci Gornji ligger 254 meter över havet och antalet invånare är 645.
Terrängen runt Branešci Gornji är varierad, och sluttar norrut. Närmaste större samhälle är Prnjavor, 13,9 km nordost om Branešci Gornji. 
Omgivningarna runt Branešci Gornji är en mosaik av jordbruksmark och naturlig växtlighet. Runt Branešci Gornji är det ganska tätbefolkat, med 67 invånare per kvadratkilometer.